# Časlav Klonimirović
Časlav Klonimirović, (serbisch-kyrillisch Часлав Клонимировић, griechisch Τζεέσθλαβος) der Sohn des Klonimir und Enkel Strojimirs, war ein Urenkel Vlastimirs, des ersten selbständigen Fürsten Rasziens, und regierte als Groß-Župan ca. 933 bis 950.
Nach dem Tod des bulgarischen Zaren Simeon wurde Časlav mit Hilfe von Byzanz serbischer Groß-Župan und reorganisierte Raszien. Nach Konstantin VII. Porphyrogennetos umfasste der Staat Časlavs das heutige Westserbien, Ost- und Zentralbosnien, Nordmontenegro sowie die Ostherzegowina. Auch die Duklja (Südmontenegro) stand unter der Oberhoheit Časlavs, der wiederum die Oberhoheit des byzantinischen Kaisers anerkannte. 
Časlav fiel bei einem nächtlichen Überraschungsangriff der Ungarn, nachdem er zuvor den ungarischen Fürsten Kis besiegt hatte. Mit ihm endete die Dynastie der Vlastimirić. 
Serbien wurde Byzanz einverleibt, obwohl anzunehmen ist, dass Župane weiter das Land regierten, deren Namen jedoch nicht überliefert sind. Eine serbische Selbständigkeit wurde erst unter Stefan Vojislav (1040–1052) erneuert.